# КК Виртус Болоња
КК Виртус Болоња (итал. Virtus Pallacanestro Bologna) италијански је кошаркашки клуб из Болоње. Тренутно се такмичи у Серији А Италије и у Евролиги.
Познат је по великом ривалству са још једним болоњским клубом, Фортитудом. Иначе, овај клуб је познатији по именима која су се често мењала. То су најчешће били велики спонзори као што је Киндер. Под тим именом су били и прваци Евролиге 1998. и 2001. године.

## Историја
Виртус је основан 1871. године као гимнастичарски клуб. Клуб је освојио 17 титула италијанског првака и осам трофеја италијанског купа, а често је био учесник најјачег европског клупског кошаркашког такмичења Евролиге. Најбољу сезону клуб је одиграо 2000/01. када је освојио троструку круну, италијанско првенство, куп и Евролигу. Клуб је и 1998. освојио Евролигу, када је тим предводио један од најбољих бек шутера у историји европске кошарке Предраг Даниловић. Међутим, клуб је одмах након те сезоне напустило неколико кључних играча. Након сезоне 2001/02. клуб су напустили Ману Ђинобили, најкориснији играч фајнал фора те сезоне, и Марко Јарић. Након сезоне 2003/03, клуб је услед финансијских проблема испао у 2. италијанску лигу. Међутим, клуб се опоравио и након две сезоне проведене у нижем рангу, успели су изборити прволигашки статус. Велики повратак на европску сцену направили су у ФИБА Еврочеленџу 2009, када су у финалу савладали француски Шоле 77:85. То им је први трофеј од повратка у Серију А.

## Успеси

### Национални
- Првенство Италије:
  - Првак (17): 1946, 1947, 1948, 1949, 1955, 1956, 1976, 1979, 1980, 1984, 1993, 1994, 1995, 1998, 2001, 2021, 2025.
  - Вицепрвак (19): 1936, 1938, 1940, 1943, 1950, 1952, 1953, 1957, 1958, 1959, 1960, 1961, 1977, 1978, 1981, 2007, 2022, 2023, 2024.

- Куп Италије:
  - Победник (8): 1974, 1984, 1989, 1990, 1997, 1999, 2001, 2002.
  - Финалиста (7): 1993, 2000, 2007, 2008, 2009, 2010, 2023.

- Суперкуп Италије:
  - Победник (4): 1995, 2021, 2022, 2023.
  - Финалиста (9): 1997, 1998, 1999, 2000, 2002, 2009, 2010, 2020, 2024.

### Међународни
- Евролига:
  - Победник (2): 1998, 2001.
  - Финалиста (3): 1981, 1999, 2002.

- Еврокуп:
  - Победник (1): 2022.

- Куп победника купова / Сапорта куп:
  - Победник (1): 1990.
  - Финалиста (2): 1978, 2000.

- ФИБА Лига шампиона:
  - Победник (1): 2019.

- ФИБА Еврочеленџ:
  - Победник (1): 2009.

- Интерконтинентални куп:
  - Финалиста (1): 2020.

## Учинак у претходним сезонама
| Сез.     | Првенство Италије | Куп Италије  | Европско такмичење                          | Европско такмичење |
| -------- | ----------------- | ------------ | ------------------------------------------- | ------------------ |
| 2006/07. | Вицепрвак         | Финалиста    | ФИБА Куп Европе — 3. место                  |                    |
| 2007/08. | 15. место         | Финалиста    | Евролига — Топ 24                           |                    |
| 2008/09. | 5. место          | Финалиста    | ФИБА Еврочеленџ — Победник                  |                    |
| 2009/10. | 5. место          | Финалиста    | —                                           |                    |
| 2010/11. | 8. место          | —            | —                                           |                    |
| 2011/12. | 5. место          | —            | —                                           |                    |
| 2012/13. | 14. место         | —            | —                                           |                    |
| 2013/14. | 13. место         | —            | —                                           |                    |
| 2014/15. | 8. место          | —            | —                                           |                    |
| 2015/16. | 16. место         | —            | —                                           |                    |
| 2017/18. | 9. место          | Четвртфинале | —                                           |                    |
| 2018/19. | 11. место         | Полуфинале   | ФИБА Лига шампиона — Победник               |                    |
| 2019/20. | сезона прекинута  | Четвртфинале | Еврокуп — Четвртфинале (у тренутку прекида) |                    |
| 2020/21. | Првак             | Четвртфинале | Еврокуп — Полуфинале                        |                    |
| 2021/22. | Вицепрвак         | Полуфинале   | Еврокуп — Победник                          |                    |
| 2022/23. | Вицепрвак         | Финалиста    | Евролига — 14. место                        |                    |
| 2023/24. | Вицепрвак         | Четвртфинале | Евролига — Плеј-ин                          |                    |
| 2024/25. | Првак             | Четвртфинале | Евролига — 17. место                        |                    |